# Life Time・SCREEN〜追憶の銀幕〜
『life Time・SCREEN 〜追憶の銀幕〜』（ライフタイム・スクリーン ついおくのぎんまく）は、THE YELLOW MONKEY初のライブビデオ。1993年6月19日の日本青年館公演を収録。

## 収録曲
1. MORALITY SLAVE
2. DRASTIC HOLIDAY
3. DONNA
4. 仮面劇
5. THIS IS FOR YOU
6. 審美眼ブギ
7. FOXY BLUE LOVE
8. アバンギャルドで行こうよ
9. Romantist Taste
10. 4000粒の恋の唄
11. シルクスカーフに帽子のマダム

## 「life Time・SCREEN〜追憶の銀幕〜」データ
| 地域           | 日程 （1993年） | 会場               |
| -------------- | --------------- | ------------------ |
| 愛知県名古屋市 | 6月10日         | 名古屋CLUB QUATTRO |
| 大阪府大阪市   | 6月11日         | 難波W'OHOL         |
| 東京都         | 6月19日         | 日本青年館         |

### セットリスト
※太字はVHS・DVD未収録曲。
1. MORALITY SLAVE
2. DRASTIC HOLIDAY
3. LOVE IS ZOOPHILIA
4. Chelsea Girl
5. FAILY LAND
6. Subjective Late Show
7. DONNA
8. 仮面劇
9. VERMILION HANDS
10. This Is For You
11. 審美眼ブギ
12. Foxy Blue Love
13. SLEEPLESS  IMAGINATION
14. フリージアの少年
15. SUCK OF LIFE
16. アバンギャルドで行こうよ

ENCORE
1. WELCOME TO MY DOGHOUSE
2. Romantist Taste
3. 4000粒の恋の唄
4. シルクスカーフに帽子のマダム
日本青年館公演のみのアンコール曲だったため、名古屋・大阪では歌唱しなかった。 このうち「フリージアの少年」「SUCK OF LIFE」「WELCOME TO MY DOGHOUSE」以外はスペースシャワーTVにて放送されていた。